# Šternberk (Ledce)
Šternberk je osada, součást obce Ledce u Slaného (východní část obce) v okrese Kladno ve Středočeském kraji. Stojí zde zámeček přestavěný z původní tvrze a několik budov bývalých lázní. 

## Historie
Šternberk byl původně samostatná osada a nesla jméno Bílý Újezdec, snad podle opukové bělavé půdy polí (vyskytují se však i další starší názvy jako Aujezdec, Újezd či Bílý Újezd). První zmínka o obci je z roku 1406. Stávala zde pouze tvrz, poplužní dvůr a mlýn. Před rokem 1475 ji získal Bedřich, purkrabí z Donína. V majetku tohoto rodu zůstala až do roku 1611, kdy ji od svého zadluženého zetě odkoupil Jaroslav Bořita z Martinic a připojil celý statek ke Smečnu. Ke konci 18. století byla ves přejmenována na Šternberk. Jméno dostala podle Josefy ze Šternberka, manželky hraběte Karla Františka z Martinic (†1789). V roce 1801 zde byly zřízeny lázně. 

### Tvrz (zámeček)

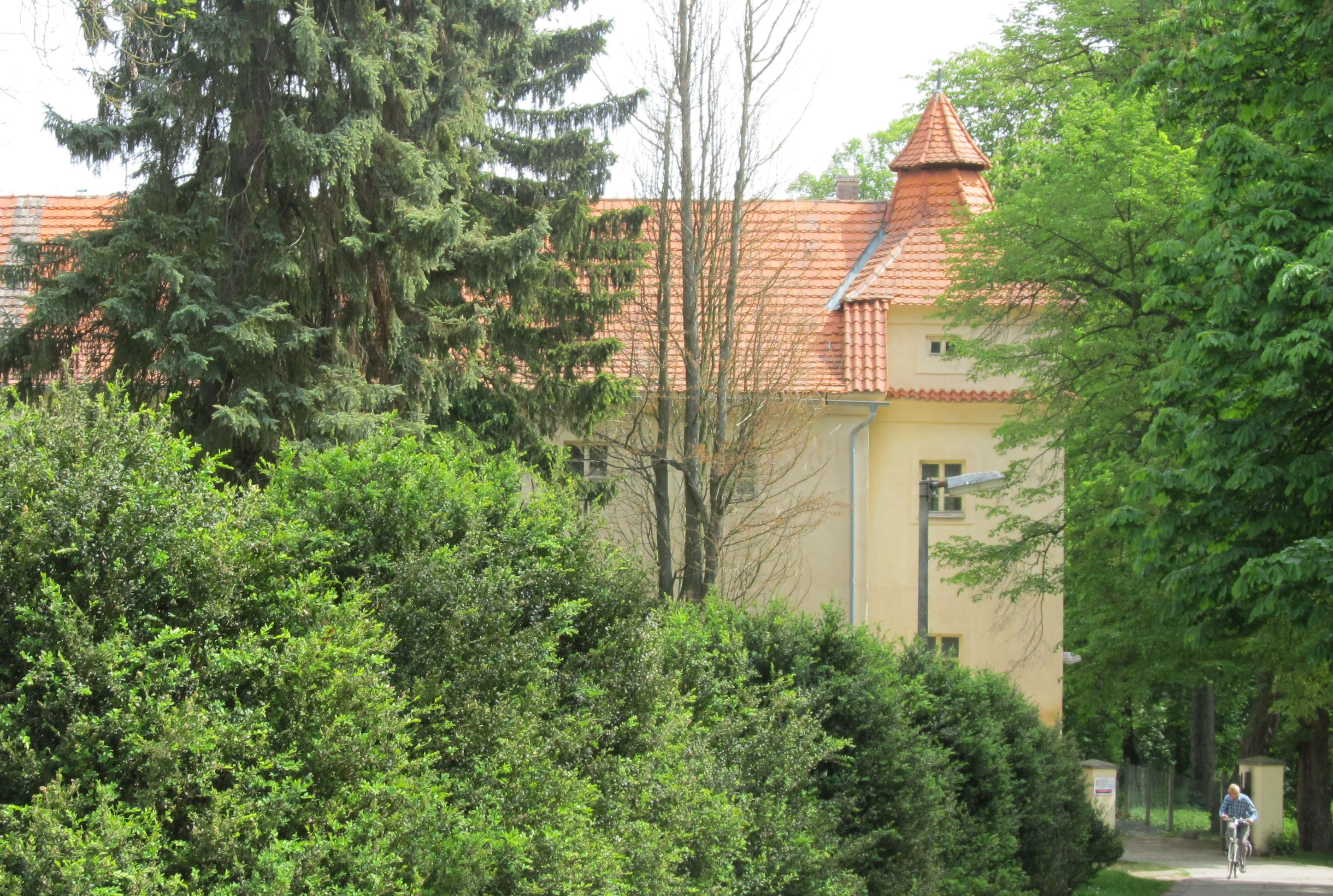
Zámeček, bývalá tvrz Bílý Újezdec

Tvrz Bílý Újezdec je poprvé zmiňována roku 1563, tehdy snad byla renesančně přestavěna. Po roce 1611 přestala být panským sídlem a nebyla neudržována. V době, kdy došlo k přejmenování na Šternberk, byla tvrz upravena na jednoduchý barokní zámeček, který se později stal jednou z lázeňských budov. Za první republiky patřil objekt spolu se sousední novostavbou organizaci Péče o mládež v ČSR, po válce zde byla poddůstojnická škola, od roku 1955 domov důchodců. V poslední době je zde dětský domov. Zámeček je patrová stavba se sedlovou střechou a předsunutou věží zakončenou piniovou šiškou. 

### Lázně

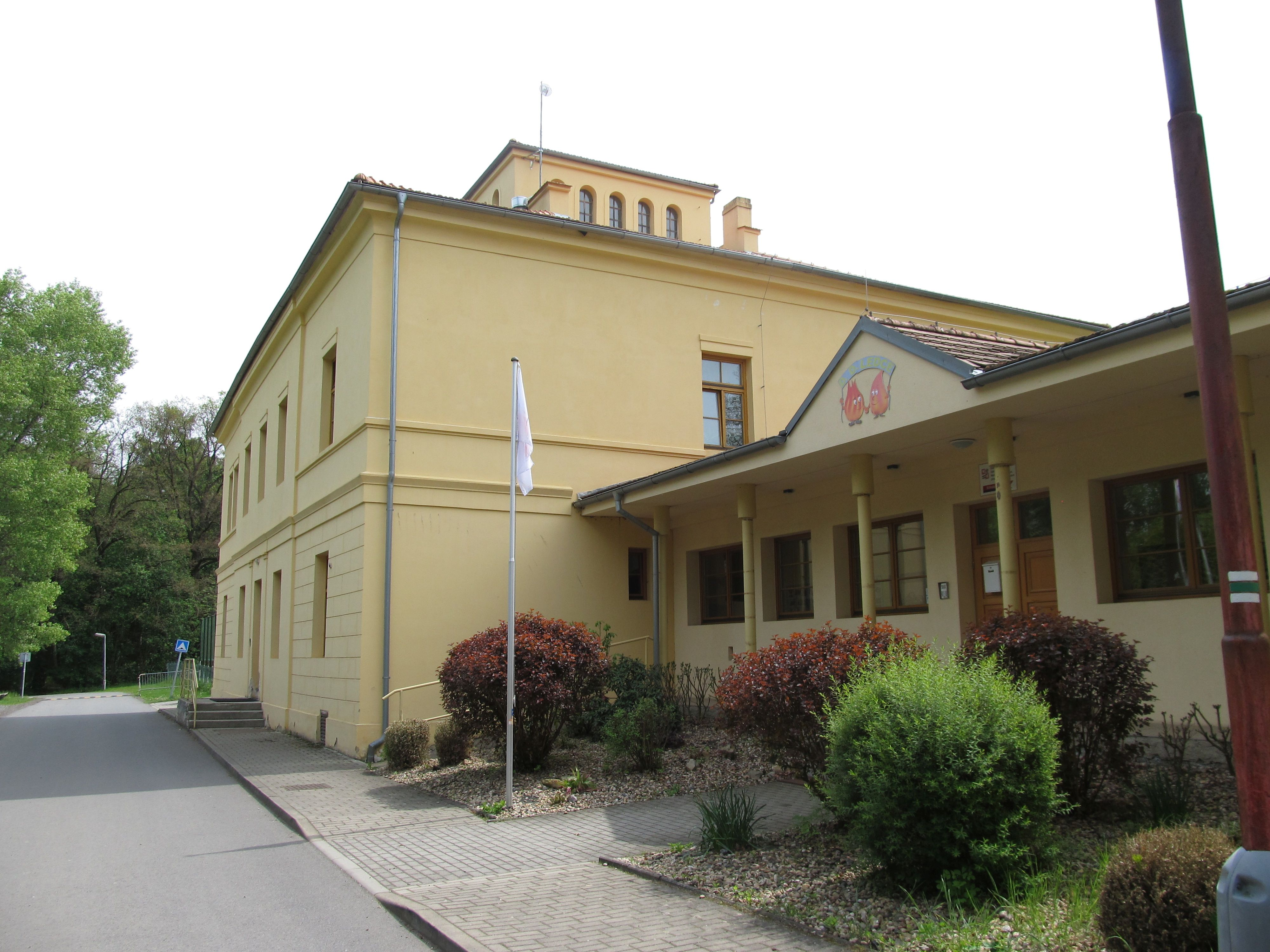
Lázeňská budova

Zdejší voda byla již v 16. století považována za léčivou. V roce 1800 dala hraběnka Marie Anna Clam-Martinicová posoudit vodu doktorem Františkem Ambrožem Reussem a již roku 1801 zde byly zřízeny  Lázně Šternberk s výstavnou kolonádou. Lázně bývaly oblíbenými lázněmi Pražanů, léčilo se zde i množství významných osobností. Karel Havlíček Borovský se sem přijel léčit na doporučení doktora Podlipského po návratu z čtyřletého vyhnanství v jihotyrolském Brixenu (odsud se již těžce nemocen přesunul do Prahy, kde 29. července 1856 zemřel). Filolog Josef Jungmann zde napsal své Zápisky (stěžuje si v nich na hanebnou češtinu tehdejších měšťanů), historik František Palacký si při té příležitosti prohlédl Martinický archiv ve věži na smečenském zámku. Kromě pití a koupelí v železité vodě se léčilo dietou, pitím mléka a čokolády, tichem a odpočinkem, které působilo na zažívací systém i nervovou soustavu. Šternberk byl i díky pěknému okolí významným výletním místem (dnes je tato oblast součástí přírodního parku Džbán). Miroslav Tyrš sem vedl v 2. polovině 19. století jeden z pěších výletů pražského Sokola.
Na konci 19. století místo začalo postupně ztrácet na atraktivitě, počet hostů se rok od roku snižoval, až byly lázně před první světovou válkou zrušeny. Tvrdí se, že část jejich popularity tehdy převzaly Poděbrady. V roce 1928 našly chátrající budovy nové využití – byla zde zřízena „Vychovatelna pro mravně vadnou mládež“. Po 2. světové válce zde byl krátce domov důchodců, poté ústav sociální péče a zvláštní internátní škola. Prameny minerálních vod nadále chátraly, stejně jako bývalé lázeňské vily, divadlo v přírodě, bažantnice, lipová alej a zámecký park. V poslední době historické budovy bývalých lázní slouží jako dětský domov.

## Okolí
V bezprostředním okolí protéká Šternberský potok. Od rybníka Šternberk se táhne směrem na Smečno chráněná lipová alej, je zde též několik památných stromů.
V bývalém lázeňském parku se nacházejí prameny železité vody:
- Pramen dr. Prokeše (též zvaný „rybička“ mezi místními obyvateli)
- Masarykův pramen
- Pramen dr. Tůmy
- Jindřichův pramen

(Z dalšího pramene už voda vytéká jen mezi keři. Dříve byl i tento pramen upravován a zastřešen jako ostatní, ale časem toto zařízení zchátralo a dále se nerekonstruovalo. Proto se nyní tento pramen uvádí jako Zarostlý.)

## Fotogalerie

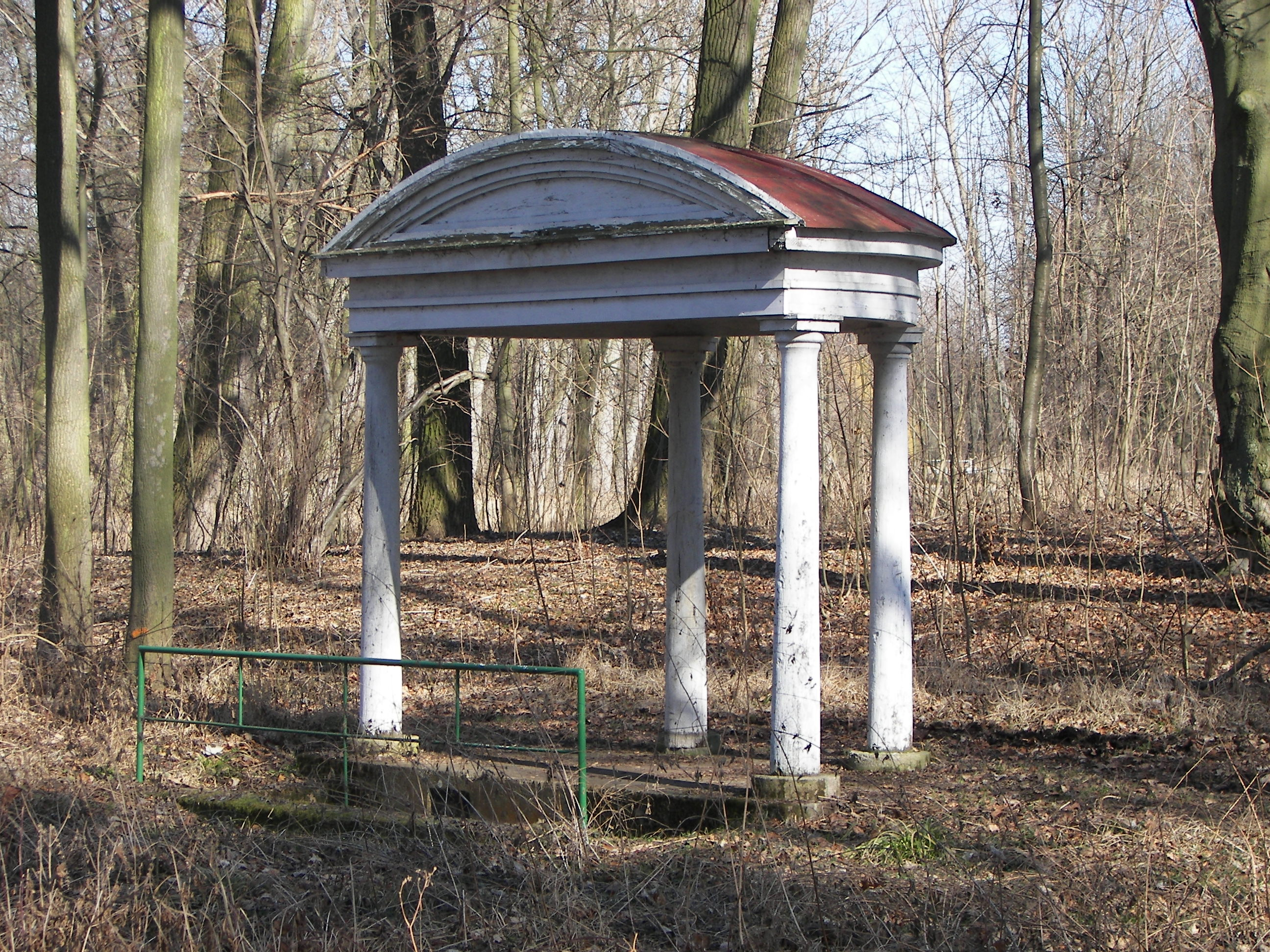
Pramen dr. A. Tůmy
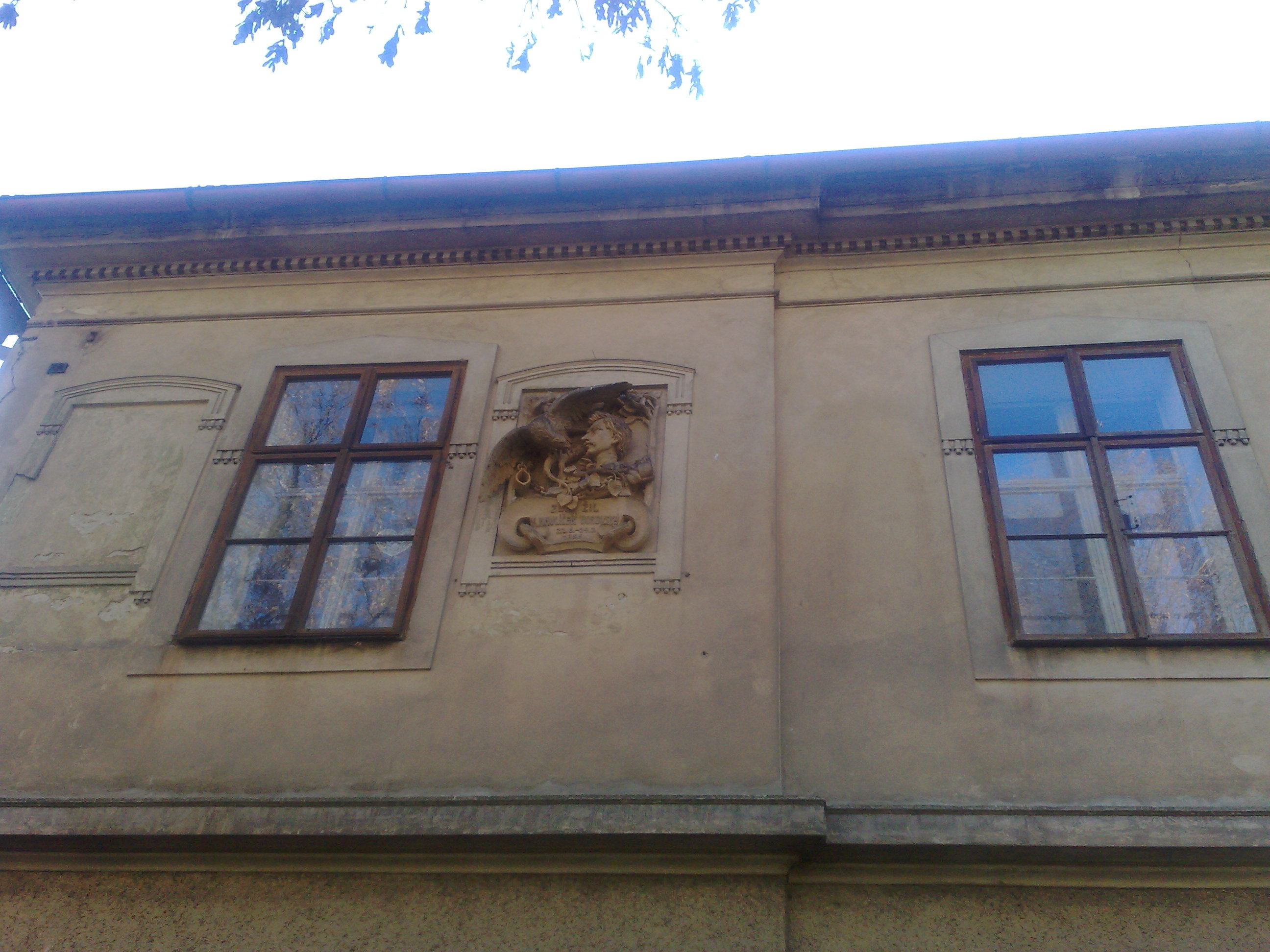
Pamětní deska K. H. Borovského
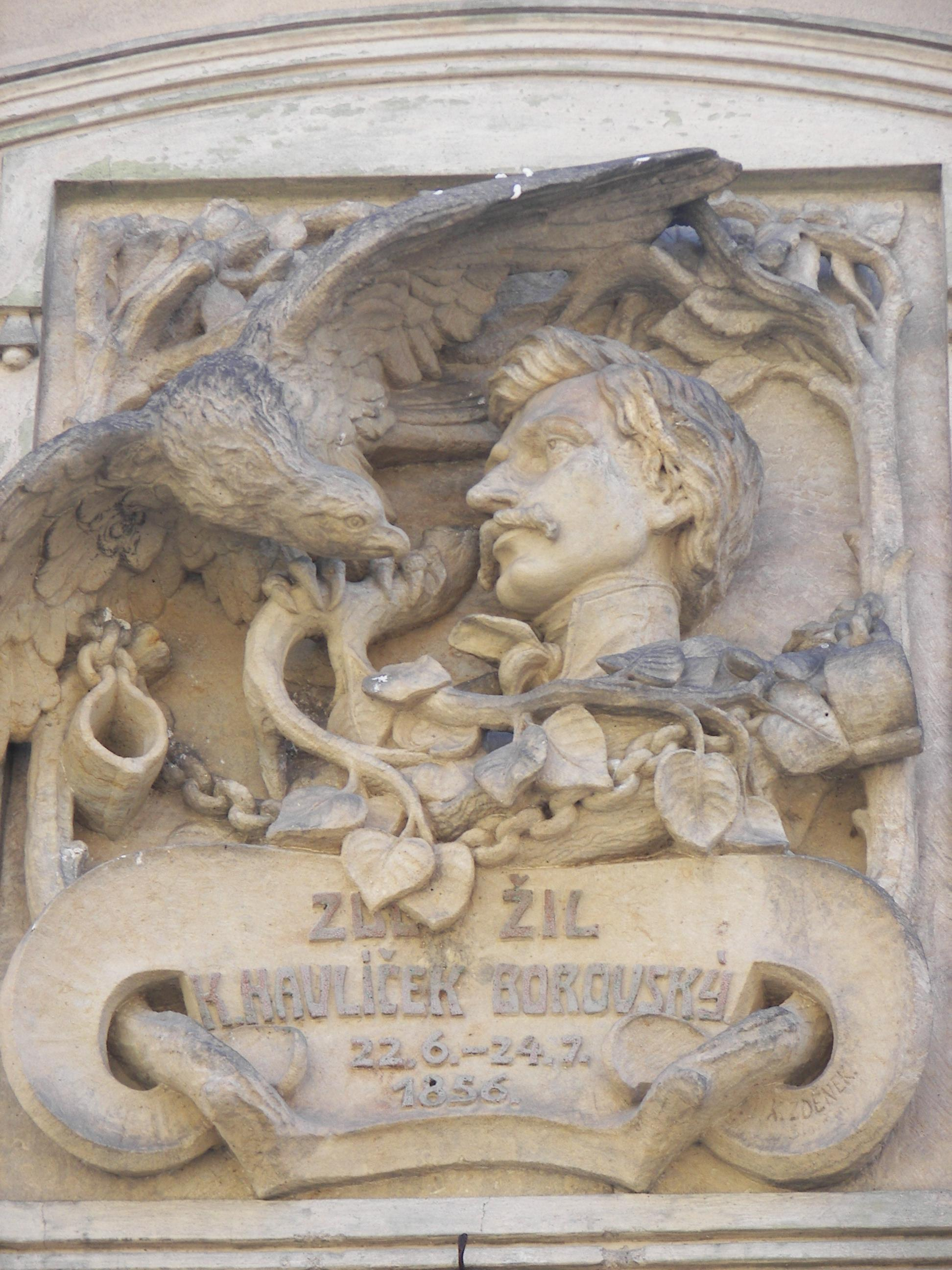
Deska zblízka
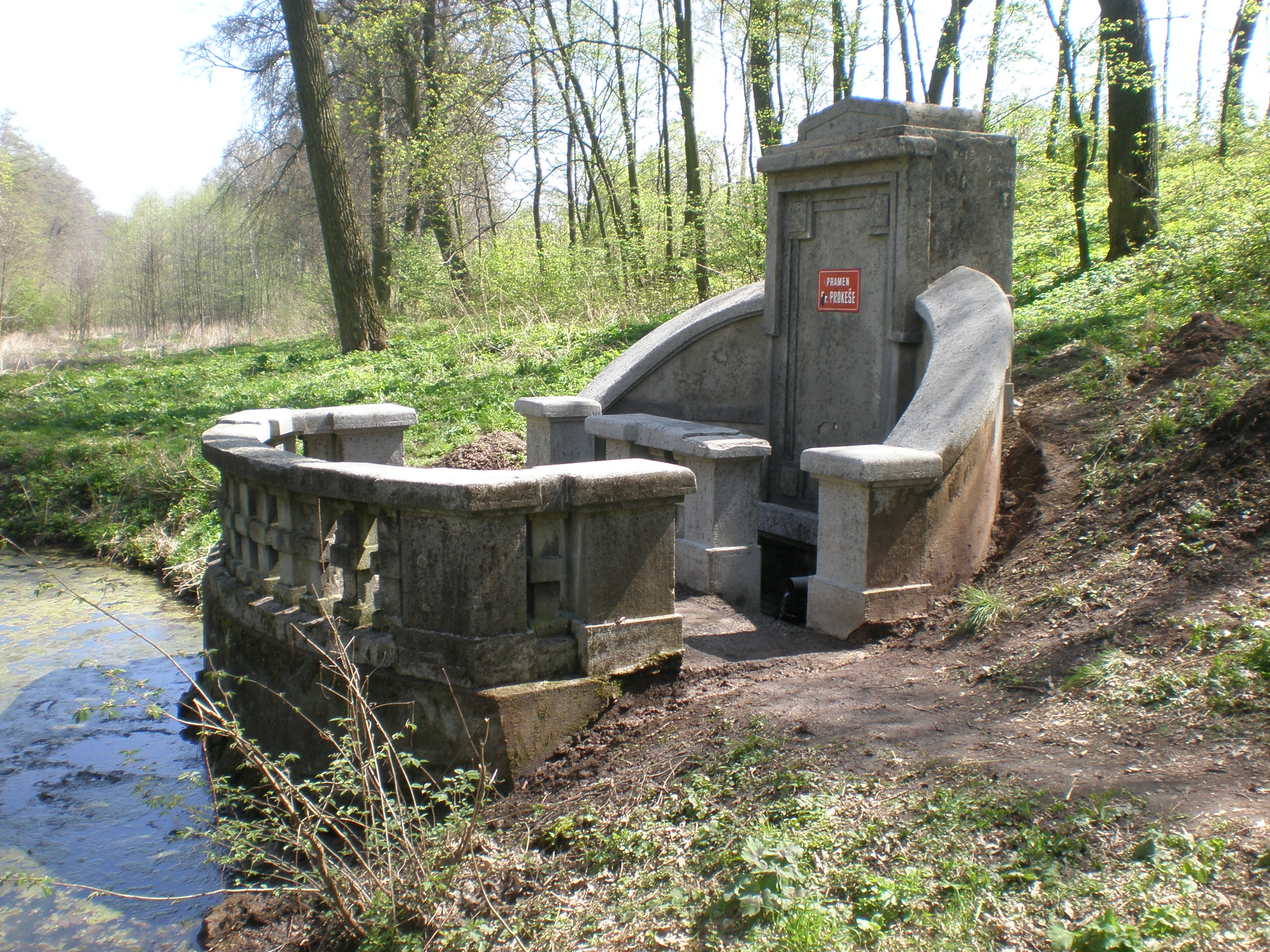
Pramen dr. Fr. Prokeše
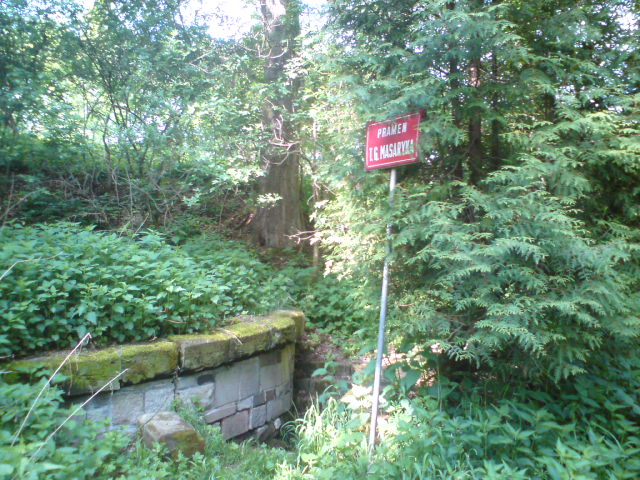
Masarykův pramen